# علاقة مفتوحة
العلاقة المنفتحة أو العلاقة المفتوحة (بالإنجليزية: Open relationship)‏، يُطلق عليها أيضًا العلاقة غير الحصرية (بالإنجليزية: non-exclusive relationship)، هي علاقة حميمة تكون في الزواج اللاأحادي. قد يشير هذا المصطلح إلى مصطلح التعددية العلاقاتية، ولكنه يشير عمومًا إلى علاقة توجد فيها علاقة عاطفية وحميمة بالأساس بين شريكين يتفقان مبدئيًا على إمكانية إقامة علاقة حميمة مع أشخاص آخرين.
تشمل العلاقات المفتوحة أي نوع من العلاقات الرومانسية المفتوحة (المواعدة، والزواج، وإلخ). أُقر مفهوم العلاقات المفتوحة في سبعينيات القرن العشرين.

## أنواع العلاقات المفتوحة
تمثل العلاقات المفتوحة -إلى حد كبير- تعميمًا لمفهوم العلاقة اللاأحادية. يعَد الزواج المفتوح أحد أشكال العلاقات المفتوحة، وفيه يكون لدى كلا الطرفين علاقات مفتوحة.
هناك أشكال مختلفة للعلاقات المفتوحة. من أمثلتها:
- العلاقات متعددة الشركاء، بين ثلاثة شركاء أو أكثر لكن دون وجود علاقة جنسية بين جميع الأطراف المعنية.
- العلاقات المختلطة، وفيها يكون أحد الطرفين غير أحادي والآخر أحادي.
- العلاقات الدوارة، وفيها يمارس أحد طرفي العلاقة الالتزامية -أو كلاهما- أنشطة جنسية مع الآخرين كنشاط ترفيهي أو اجتماعي.

يُستخدم مصطلح العلاقة المفتوحة أحيانًا بالتبادل مع مصطلح ذي صلة وثيقة به وهو التعددية العلاقاتية، لكن مفهوم المصطلحين غير متطابق. الأمر الرئيس الموجود في جميع أنماط العلاقات المفتوحة هو عدم حصر العلاقات الرومانسية أو الجنسية في شريك واحد. يمكن أن يكون مصطلح الحب المفتوح مصطلحًا عامًا آخر لكل هذه الأنواع من العلاقات.

### العلاقات الدوارة
العلاقات الدوارة شكل من أشكال العلاقة المفتوحة يمارس فيها طرفا العلاقة الالتزامية أنشطة جنسية مع أشخاص آخرين في الوقت ذاته. قد يعتبر الأشخاص في العلاقات الدوارة أن هذه الممارسة نشاط ترفيهي أو اجتماعي يضيف التنوع أو الإثارة إلى حياتهم الجنسية التقليدية، أو من أجل الفضول. يؤكد الأشخاص في العلاقات الدوارة الذين يمارسون الجنس العرضي أن الجنس بين الأشخاص الدوارين غالبًا ما يكون أكثر صراحةً وتداولًا، أي أكثر أمانة من جهة الخيانة الجنسية. يرى بعض المرتبطين أن العلاقات الدوارة وسيلة صحية لتعزيز علاقتهم.

### الزواج المفتوح
يشار أحيانًا إلى الزواج غير الأحادي الرضائي باسم «الزواج المفتوح». وهو نوع من الزواج يوافق فيه الطرفان المعنيان بشكل واضح على دخول الطرف الآخر  في علاقات رومانسية و/ أو جنسية مع أشخاص آخرين.

### التعددية العلاقاتية
التعددية العلاقاتية هي ممارسة الانخراط في أكثر من علاقة حميمة في نفس الوقت أو قبوله أو الرغبة فيه بمعرفة كل الأطراف المعنية ورضاها. رغم استخدام مصطلح «العلاقة المفتوحة» في بعض الأحيان مرادفًا لمصطلح «التعددية العلاقاتية» أو «العلاقة التعددية»، لا يترادف المصطلحان. تشير كلمة «مفتوحة» في كلمة «علاقة مفتوحة» إلى الجانب الجنسي للعلاقة، بينما تشير كلمة «تعددية علاقاتية» إلى السماح بتكوين روابط قد تكون جنسية أو غير جنسية ضمن علاقات إضافية طويلة الأجل.
يُعتبر مصطلحا «تعددية علاقاتية» و«أصدقاء مع منافع» مصطلحات حديثة إلى حد ما، وقد ظهرا في العقود القليلة الماضية رغم أن الفكرة قديمة قدم المجتمع.

## الشيوع
يعتقد البعض أن العلاقات المفتوحة تحدث بتواتر أكبر بوجود بعض العوامل السكانية، كأن توجد في أمريكا بين الشباب لا المسنين، بما في ذلك -على وجه التحديد- أبناء الطبقة المتوسطة الحاصلين على تعليم جامعي لا الطبقة العاملة غير المتعلمة، ولا الأشخاص المنتمين لأقليات إثنية أو عرقية أخرى. قد تكون العلاقات المفتوحة أشيع بين الإناث أيضًا لا بين الذكور، وخاصة اللاتي ينتمين إلى نفس الفئات، مثل: الحاصلات على تعليم جامعي، والطبقة المتوسطة، والبيض، والأمريكيين الشباب. ربما يعود ذلك إلى أن النساء يفكرن في الحصول على المزيد من المساواة في الحقوق عند حرصهن على هذه الأفكار، بجانب دعم حركات حقوق المرأة للفكرة.
أظهرت دراسة أجريت في عام 1974 أن الطلاب الذكور الذين يتعايشون أو يعيشون في مجموعة كميونية أكثر احتمالًا بأن ينخرطوا في علاقات مفتوحة من الإناث، إضافةً إلى أنهم ما يزالون مهتمين بهذا المفهوم أكثر من الإناث، حتى وإن لم ينخرطوا في إحدى العلاقات المفتوحة هذه.
يظهر استطلاع رأي أجرته دورية غاي مينز هيلث آند لايف ماجازين «مجلة صحة الرجال المثليين وحياتهم» ودورية إف إس ماجازين «مجلة الرشاقة والجاذبية» أن عدد ألف وستة من الرجال المثليين الذين شملهم الاستطلاع منخرطون في علاقة مفتوحة، أو سبق لهم تجربتها من قبل. يعتقد 75% من الرجال المنخرطين في علاقة مفتوحة أن العلاقات المفتوحة أمر جيد للغاية.
كثير من الأزواج المنخرطين في علاقات مفتوحة يشغلون وظائف أساسية  و/ أو لديهم مهنة مستقرة. يُحتمل أكثر أن يشغل الرجال والنساء على حد سواء -وخاصة في المجموعات المغلقة- وظائف إدارية. يكون معظمهم أيضًا إما من غير منجبي الأطفال طواعيةً أو ممن تجاوزوا مرحلة تربية الأطفال.

## المزايا والمخاطر

### أسباب الدخول في علاقة مفتوحة
قد تنشأ العلاقة المفتوحة لأسباب مختلفة. وتشمل ما يلي:
- أن تحبّ شخصًا آخر لكنك لا تريد إنهاء العلاقة القديمة.
- كون الشخص لا أحادي التزاوج بطبيعته (مولود بهذه الفطرة).
- وجود اختلاف بين طرفي العلاقة.
- إدارك أحد الشريكين أنه غير قادر على تلبية احتياجات الآخر.
- اختلاف الرغبة الجنسية بين الطرفين.
- أحد الطرفين أو كليهما يرغب في المزيد من الحرية، أو الرفقة، أو التنوع الفكري، أو مجموعة متنوعة من الشركاء الجنسيين، أو التقدم في الحياة المهنية، أو المحافظة على العلاقات.
- الحاجة إلى التحدي: يشعر بعض الناس أن علاقتهم غير ملائمة بما يكفي ما لم يواجهوا تحديات. فقد تخلق العلاقات المفتوحة شعورًا بالغيرة، أو التملُّك وهي كلها تحديات ينبغي أن تتجاوزها العلاقة بنجاح. ويمكن أن تؤدي هذه المشاعر أيضًا إلى زيادة الوعي الذاتي الذي قد يكون مُرضيًا لأولئك المنخرطين في علاقات مفتوحة.[14]
- التمتع بما يُسمى حيوية علاقة جديدة، وحالة التجاوب العاطفي والجنسي الشديد، والإثارة الحادثة أثناء إقامة علاقة جسدية جديدة.
- التقاء ثنائيات وأفراد آخرين لديهم وجهة نظر مماثلة تمكّن طرفي العلاقة من إجراء تواصل معهم على المستوى الفكري والعاطفي.
- أن يكون المرء في علاقة منفعية، أي علاقة لا تقوم في المقام الأول على الشعور المتبادل بالحب تجاه الآخر، بل على عوامل اقتصادية أو اجتماعية (على سبيل المثال: الممارسة التقليدية لتعدد الازواج في المناطق الريفية من منطقة التبت).
- المسافة، عندما يكون الطرفان موجودان في أجزاء متفرقة من العالم لجزء من الوقت أو طوال الوقت.
- قد يكون الجنس ممتعًا أكثر، وقد يمارس الطرفان في العلاقات المفتوحة الجنس أكثر مما يفعله الأزواج العاديون.

«يُقترح أن الرجال (مثليون ومغايرون) قادرون -على عكس النساء- على الفصل بشكل إدراكي بين الجنس والمشاعر (أو الحب) في عملية تسمى عادةً التجزئة». هذا يعني أنه ليس من الغريب أن نجد الرجال المثليين ينخرطون في علاقات مفتوحة، وهو ما يعني كسر «قاعدة» العلاقة الالتزامية و«النموذجية» في علاقات المغايريين جنسيًا. لا يعني هذا فشل العلاقات المفتوحة. أظهرت الأبحاث رضًا مماثلًا عن العلاقة بين الأشخاص أحاديي التزاوج واللاأحاديين. لكن قد يزيد الافتقار إلى الاستثمار العاطفي في العلاقة من صعوبة اجتياز الأوقات العصيبة منها.